# Jorge Castanho
Jorge Manuel Guerreiro Castanho (Beja, Maio de 1961) é um investigador português no domínio do Desenho e da Arte Contemporânea. 
Desenvolve trabalho como Investigador de Pós-doutoramento, no Centro de Investigação e Estudos de Anatomia e Ilustração Científica da Faculdade de Belas-Artes da Universidade de Lisboa, com o apoio da Fundação para a Ciência e a Tecnologia.
É doutorado em Desenho, pela Faculdad de Bellas Artes da Universidad de Sevilla (2006), com tese intitulada: "La interpretación plástica de la cabeza del hombre, su representación en el Dibujo y su aplicación en gráficos 3D".
Durante a década de 1990, foi comissário e director artístico de diversos eventos de Arte Contemporânea onde desenvolveu projectos com artistas portugueses e estrangeiros.
Coordenou com a Fundação Calouste Gulbenkian a produção da Retrospectiva Arte Portuguesa nos anos 50.
Como escultor destaca-se o Monumento ao Mineiro (Des)Conhecido na Mina de S. Domingos, Mértola.